# BMW E60
BMW E60 — модификация кузова BMW «пятой» серии, который выпускался с 2003 года по 2009 год (до 2010 года выпускался в кузове универсал). Предшественником данного кузова был BMW E39.
Для 2003 года базовой моделью в семействе являлась модель 520i с 6-цилиндровым M54B22 двигателем объемом 2,2 литра выдаёт 170 л. с. В 2007 году произошёл рестайлинг, появился электронный селектор автомата, новые фары, светодиодные фонари, бампера, кнопка старта двигателя, c марта 2008 года появилась возможность добавление в опции расширенной мультимедиа CIC (Car Information Computer). Также добавились 3.0-литровые дизельные с одной турбиной двигатель 235 л. с и 535 двигатель с двумя турбинами мощностью 306 л. с. Базовой в семействе являлась модель 520i. Её 4-цилиндровый двигатель объемом 2,0 литра выдаёт 170 л. с. Автомобиль был доступен в двух кузовах: седан (E60) и универсал (E61). На версию M5 устанавливался двигатель S85B50 (V10) объёмом 5 литров и выдающий 507 л. с., что позволяет автомобилю разгоняться от 0 до 100 км/ч за 4,7 секунды, а до 200 км/ч — за 15 секунд. Максимальная скорость ограничивается электроникой на уровне 250 км/ч. Последняя машина сошла с конвейера в 2009 году. В декабре 2009 года цех производства E60 был закрыт на переоборудование для производства новой модели F10.
За период с 2003 по 2009 годы компанией было реализовано 1 096 444 седана и 263 426 универсалов.

### Кузов
Особенностью E60 является облегченная алюминиевая передняя часть кузова. Передняя часть сделана из алюминия, а пассажирский отсек и задняя часть - из стали. Благодаря уменьшению веса передней части автомобиля достигается распределение нагрузки на оси 50:50.

### Системы помощи водителю
Проекционный дисплей информация (HUD) проецируется на лобовое стекло с отображением скорость, оборотов двигателя и маршрута.
В качестве специального оборудования также был доступен BMW Night Vision ( Night View Assist ). В отличие от Mercedes-Benz S-Class (где используется система ближнего инфракрасного диапазона от Bosch с активным инфракрасным освещением), BMW использует технологию пассивного тепловидения. Тепловое излучение от предметов и людей регистрируется камерой в решётке переднего бампера и отображается на дисплее iDrive.
Контроль полосы (на скорости выше 70 км/ч) - эта система предупреждает водителя, если он собирается покинуть полосу движения, вибрируя рулевое колесо. Камера во лобовом стекле обнаруживает существующую и четко видимую разметку полосы движения. Если дорожная разметка распознается, система сигнализирует о готовности предупредить. Систему можно включить или выключить с помощью кнопки на рулевом колесе. В ситуациях где маркировка полос движения бывает неразборчивой, система автоматически переключается в неактивное состояние, а затем автоматически активируется.

### Светотехника
BMW E60 имеет автоматический дальний свет и адаптивные фары поворотов. С осени 2007 года - светодиодные фонари поворотов и задние фонари. Ассистент дальнего света, как дополнительная опция, автоматически включает или выключает дальний свет, предотвращая ослепление встречных автомобилей. С марта 2005 года ксеноновые фары были заменены с D2S на D1S.

### Мультимедиа
Для E60 есть различные варианты мультимедийных систем, например, профессиональная навигационная система с 8,8-дюймовым экраном и DVD-приводом. В дополнение были доступны цифровое радио и встроенный телевизор стандарта DVB-T. Были доступны 4 вида аудиосистем Stereo, Hi-Fi, Logic7 и Individual.
Аудио может воспроизводиться через опциональную аудиосистему LOGIC7 от harman / kardon с 13 динамиками, включая два сабвуфера под передними сиденьями; он обеспечивает воспроизведение без искажений до 110 дБ. Система использует звуковую сцену на 360 °, а также поддерживает MP3. К усилителю (девять каналов, 420Ватт ) сигнал передается через интерфейс оптической шины MOST. Кроме того, с 2007 года появилась возможность заказа опции аудиосистемы Individual с 16 динамиками и мощностью 825 Вт.

### Рестайлинг 2007—2010 г. в.
24 марта 2007 года была представлена доработанная версия 5-й серии. Внешний вид немного переработан. Наиболее заметными внешними изменениями являются новые бамперы, задние фонари со светодиодной технологией, переработанные противотуманные фары, измененная рамка номерного знака в задней двери.
В интерьере были переработаны дверные панели и выбраны другие материалы. Органы управления имеют перламутровый хромированный дизайн, а обновленный iDrive теперь имеет восемь свободно программируемых любимых кнопок. Самым ярким сигналом к новому стилю оформления интерьера являются двухцветные дверные панели. Кнопки стеклоподъемников и регулировки зеркал теперь встроены в подлокотник.
Технические нововведения включали дополнительное предупреждение о выезде с полосы движения, дневные ходовые огни через коронирующие кольца, огни поворота и 6-ступенчатую спортивную автоматическую коробку передач, которая может переключать до четырех передач одновременно. Это включало новый рычаг селектора и подрулевые переключатели на рулевом колесе. Также существует доработанная гамма двигателей. Помимо изменений в характеристиках, все бензиновые двигатели, кроме версии V8, были переведены на прямой впрыск.
Как опция предлагалась с марта 2008 года (с октября 2008 ставилась как замена ССС) система навигации с жестким диском CIC была поставлена с новой системой управления iDrive и может воспроизводить фильмы DVD, когда она неподвижна. Монитор имеет разрешение 1280х480. Данные могут быть перенесены на внутренний жесткий диск через порт USB в перчаточном ящике; 12 ГБ из 80 ГБ зарезервированы для музыки. В сентябре 2009 года 5-я серия получила модифицированные наружные зеркала заднего вида для соответствия новым директивам ЕС.

## Двигатели

### Бензин
| Модель | Дата выпуска | Код мотора | Мощность            | Крутящий момент |
| ------ | ------------ | ---------- | ------------------- | --------------- |
| 520i   | 2003-2005    | M54B22     | 125 кВт (170 л. с.) | 210 (Н·м)       |
| 520i   | 2007-2010    | N43B20OL   | 125 кВт (170 л. с.) | 210 (Н·м)       |
| 523i   | 2005-2007    | N52B25     | 130 кВт (177 л. с.) | 230 (Н·м)       |
| 523i   | 2007-2010    | N53B25UL   | 140 кВт (190 л. с.) | 240 (Н·м)       |
| 525i   | 2003-2005    | M54B25     | 140 кВт (190 л. с.) | 237 (Н·м)       |
| 525i   | 2005-2007    | N52B25     | 160 кВт (218 л. с.) | 250 (Н·м)       |
| 525i   | 2007-2010    | N53B30UL   | 160 кВт (218 л. с.) | 270 (Н·м)       |
| 528i   | 2007-2010    | N53B30     | 169 кВт (230 л. с.) | 270 (Н·м)       |
| 530i   | 2003-2005    | M54B30     | 170 кВт (231 л. с.) | 300 (Н·м)       |
| 530i   | 2005-2007    | N52B30     | 190 кВт (258 л. с.) | 300 (Н·м)       |
| 530i   | 2007-2010    | N53B30OL   | 200 кВт (272 л. с.) | 320 (Н·м)       |
| 535i   | 2007-2010    | N54B30     | 225 кВт (306 л. с.) | 400 (Н·м)       |
| 540i   | 2005-2010    | N62B40     | 225 кВт (306 л. с.) | 390 (Н·м)       |
| 545i   | 2003-2005    | N62B44     | 245 кВт (333 л. с.) | 450 (Н·м)       |
| 550i   | 2005-2010    | N62B48TU   | 270 кВт (367 л. с.) | 490 (Н·м)       |
| M5     | 2005-2010    | S85B50     | 373 кВт (507 л. с.) | 520 (Н·м)       |

### Дизель
| Модель  | Годы выпуска | Код мотора   | Мощность            | Крутящий момент |
| ------- | ------------ | ------------ | ------------------- | --------------- |
| 520d    | 2005-2007    | M47D20       | 120 кВт (163 л. с.) | 350 (Н·м)       |
| 520d    | 2007-2010    | N47D20       | 130 кВт (177 л. с.) | 350 (Н·м)       |
| 525d    | 2004-2007    | M57TU2D25    | 120 кВт (163 л. с.) | 400 (Н·м)       |
| 525d    | 2004-2007    | M57TU2D25    | 130 кВт (177 л. с.) | 400 (Н·м)       |
| 525d/xd | 2007-2010    | M57TU2D30UL  | 145 кВт (197 л. с.) | 400 (Н·м)       |
| 530d    | 2003-2005    | M57TUD30     | 160 кВт (218 л. с.) | 500 (Н·м)       |
| 530d/xd | 2005-2007    | M57TUD30     | 170 кВт (231 л. с.) | 500 (Н·м)       |
| 530d    | 2007-2010    | M57TU2D30OL  | 173 кВт (235 л. с.) | 500 (Н·м)       |
| 535d    | 2004-2007    | M57TUD30     | 200 кВт (272 л. с.) | 560 (Н·м)       |
| 535d    | 2007-2010    | M57TU2D30TOP | 210 кВт (286 л. с.) | 580 (Н·м)       |

| Euro NCAP                                         | Euro NCAP | Euro NCAP | Euro NCAP |
| ------------------------------------------------- | --------- | --------- | --------- |
| Рейтинги                                          | Пассажир  |           | 29        |
| Рейтинги                                          | Ребёнок   |           | 42        |
| Рейтинги                                          | Пешеход   |           | 2         |
| Протестированная модель: BMW E60 520i, RHD (2004) |           |           |           |